# Университет Риеки

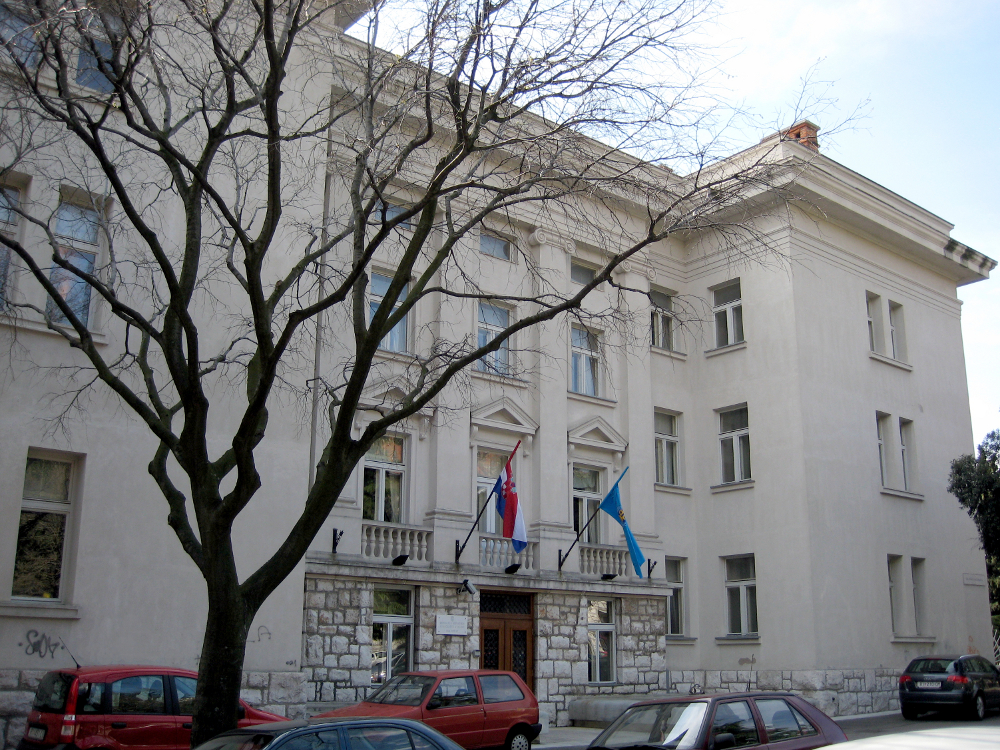
Здание ректората Университета Риеки

Университет Риеки (хорв. Sveučilište u Rijeci, лат. Universitas studiorum Fluminensis) — университет в Хорватии, расположенный в третьем по величине городе страны — Риеке.
Университет основан 17 мая 1973 года, состоит из 9 факультетов, одной академии и 4 отделений. Все структурные подразделения располагаются в Риеке, за исключением факультета туристического менеджмента, который находится в Опатии и филиала педагогического факультета в Госпиче.

## История
Традиции высшего образования в Риеке восходят в XVII веку. В 1632 году в городе был основан высший колледж иезуитов. В 1633 году император Фердинанд II уравнял в правах студентов риекского высшего колледжа со студентами университетов Вены, Граца и других университетов Священной Римской империи. В XVIII веке в структуру учебного заведения вошли философский и теологический факультеты. После распада Австро-Венгрии университет был закрыт. Вновь двери вуза открылись для студентов лишь в 1973 году, когда и был основан университет в его нынешнем виде.

## Структура
Университет Риеки насчитывает 9 факультетов, 1 академию и 4 отделения:
- Факультет экономики (Ekonomski fakultet)
- Факультет туристического менеджмента (Fakultet za menadžment u turizmu i ugostiteljstvu), находится в Опатии.
- Факультет философии (Filozofski fakultet)
- Факультет гражданского строительства (Građevinski fakultet)
- Факультет медицины (Medicinski fakultet)
- Факультет морских исследований (Pomorski fakultet)
- Юридический факультет (Pravni fakultet)
- Технический факультет (Tehničk fakultet)
- Педагогический факультет (Učiteljski fakultet) — Риека (филиал в Госпиче)

Кроме 9 факультетов в состав Университета Риеки входят:
- Академия прикладных искусств (Akademija primijenjenih umjetnosti)
- Отделение биотехнологии (Odjel za biotehnologiju)
- Отделение физики (Odjel za fiziku)
- Отделение информатики (Odjel za informatiku)
- Отделение математики (Odjel za matematiku)